# Унеча (река)
Уне́ча — река в Брянской области России. Левый приток реки Ипуть.
Унеча — первый по протяженности приток Ипути. Длина реки — 92 км, площадь водосборного бассейна — 1340 км².
Протекает по территории Унечского, Гордеевского и Клинцовского районов Брянской области. Исток реки располагается восточнее деревни Лиски на высоте 200 м над уровнем моря. Устье северо-западнее деревни Унеча Клинцовского района (не путать с одноименным городом) на высоте 132 м над уровнем моря.
На реке Унеча расположен город Унеча. В нижнем течении реки в 4 км южнее русла находится город Клинцы.

## Экологические проблемы
В результате аварии на Чернобыльской АЭС 26 апреля 1986 года часть территории Брянской области была загрязнена долгоживущими радионуклидами (главным образом Злынковский, Климовский, Клинцовский, Новозыбковский, Красногорский и Гордеевский районы). В 1999 году на территории с уровнем загрязнения выше 5 Ки/км² проживало 226 тыс. человек, что составляет примерно 16 % населения области.